# Čestelin
Čestelin (en serbe cyrillique : Честелин) est un village de Serbie situé sur le territoire de la Ville de Vranje, district de Pčinja. Au recensement de 2011, il comptait 8 habitants.

## Démographie
| 1948 | 1953 | 1961 | 1971 | 1981 | 1991 | 2002 | 2011 |
| ---- | ---- | ---- | ---- | ---- | ---- | ---- | ---- |
| 386  | 389  | 388  | 240  | 143  | 46   | 22   | 8    |

|  |